# Milan Butina
Milan Butina, slovenski slikar, scenograf, kostumograf in likovni teoretik * 21. november 1923, Kočevje, † 24. junij 1999 Ljubljana.

## Življenje
Milan Butina je bil rojen 21. novembra 1923 v Kočevju. Osnovno šolo je obiskoval v Kočevju in Štalcarjih pri Kočevju, gimnazijo v Ljubljani in Kočevju. Junija 1942 so ga z bratom in očetom Italijani internirali. V internaciji je bil v taborišču Monigo pri Trevisu ter Chiesanuova pri Padovi, do kapitulacije Italije. Od takrat do osvoboditve je bil v Zagrebu. Po osvoboditvi je služil vojaški rok do leta 1947, ko se je vpisal na Akademijo za upodabljajočo umetnost (ALU) v Ljubljani, kjer je na slikarskem oddelku diplomiral leta 1951.
Že leta 1950 je postal član Mestnega gledališča ljubljanskega (MGL) kot slikar in scenograf. V letih 1962-67 je bil tam tudi tehnični vodja.
Od leta 1970 je služboval na Srednji šoli za oblikovanje v Ljubljani kot profesor za risanje, ploskovno oblikovanje in likovno teorijo. Od oktobra 1975 je bil docent za likovno teorijo in likovno metodiko na ALU v Ljubljani, od 1981 do 1990 pa je bil docent, izredni in redni profesor za likovno teorijo in barvne študije na oddelku za tekstilno tehnologijo FNT Univerze v Ljubljani. Nekaj let je bil tam tudi predstojnik katedre za oblikovanje tekstilij in oblačil. Kot honorarni predavatelj je v letih 1972-74 predaval predmet scenografija na Akademiji za gledališče, radio, film in televizijo (AGRFT). Svojo pedagoško kariero je zaključil leta 1990 kot redni profesor ljubljanske univerze. Od leta 1995 do leta 1999 je bil tudi nosilec in izvajalec predmeta Likovna teorija na Šoli za risanje in slikanje / Arthouse-College of Visual Arts v Ljubljani.
Ves čas po diplomi na ALU se je intenzivno ukvarjal tudi s študijem likovne teorije. Leta 1976 se je vpisal na podiplomski študij na PZE za filozofijo na Filozofski fakulteti v Ljubljani in tam leta 1979 uspešno zagovarjal magistrsko nalogo Elementi likovne prakse. Decembra 1981 pa je prav tam uspešno zagovarjal doktorsko disertacijo z naslovom Dialektičnost likovnega mišljenja. Promoviral je 23. februarja 1982.

## Slikarstvo
Prvo obdobje Butinovega slikarskega opusa, nekako v letih 1956−75 nekateri uvrščajo v tako imenovani sintetični kubizem. Značilna zanj so tihožitja, v katerih je razdružene, secirane oblike ponovno združeval, sintetiziral v nove arabeskne različice. Svoje raziskovalno zanimanje je usmeril v iskanje novih možnosti oblikovnega sintetiziranja, ki se je porajalo iz druženj, spajanj in zlivanj razseciranih predmetnih obrisov. 
V nadaljevanju pa se je posvetil predvsem krajini. O tem delu Butinovega slikarskega opusa je dr. Ivan Sedej zapisal: »... Ob slikah Milana Butine začutimo, da slikarstvo pojmuje hkrati na dvoje načinov – kot priložnost za sproščeno kreacijo in kot postuliranje nekaterih teoretičnih problemov. Zato ni naključje, da si je kot vsebinski medij izbral krajino – motivno področje, o katerem Slovenci mislimo kot o prostoru, kjer so vsi problemi že davno rešeni. Milan Butina pa nam s svojimi drobnimi deli sporoča o prav nasprotnem – v krajinarstvu je ostalo še nebroj odprtih vprašanj, ne samo na najširšem področju, ki ga zamenjujeta realistična in 'abstraktna' pokrajina, ampak tudi v navidez ozkih okvirih mimetičnerga krajinarskega slikarstva … Zato, da bi dosegel nekaj novega, predvsem pa nekonvencionalnega, ne uporablja najpogostejših modernističnih prijemov (radikalne stilizacije, deformacij, abstrahiranja), ampak drobne inovativne poteze, s katerimi mu uspeva vsakdanji motiv spremeniti v nosilca preciznega sporočila in drugačnih likovnih vrednot ...«.

### Samostojne razstave (izbor)
- 1970 - Likovni salon Kočevje
- 1976 - Mladinsko razstavišče galerija Avla, Maribor
- 1978 - Delavski dom Zagorje ob Savi
- 1979 - Galerija Idrija
- 1983 - Puštalski grad, Škofja Loka
- 1986 - Salon Becić, Slavonski Brod
- 1988 - Foyer Mestnega gledališča ljubljanskega
- 1992 - Barchessa Villa 25. Aprile, Mirano (Italija)
- 1994 - Galerija DSLU, Ljubljana
- 1994 - Galerija Kompas, Ljubljana
- 1996 - Likovni salon, Celje
- 1998 - Galerija Vodnikova domačija, Ljubljana
- 1998 - Groharjeva galerija, Škofja Loka
- 1999 - Knjižnica Prežihov Voranc, Ljubljana
- 2005 - Galerija Nikolaja Pirnata, Idrija
- 2006 - Galerija Miklova hiša, Ribnica
- 2009 - Koroška galerija likovnih umetnosti Slovenj Gradec

### Skupinske razstave (izbor)
- 1956 - Gradska galerija suvremene umjetnosti, Zagreb
- 1958 - Slovenska scenografija, Ljubljana
- 1959 - Razstava absolventov ljubljanske Akademije za likovno umetnost
- 1958/59 - Razstava slovenske scenografije in kostumografije v Sovjetski zvezi, Romuniji, Bolgariji in na Poljskem
- 1960 - Scenografija i kostim, Sterijino pozorje, Novi Sad
- 1963 - Društvena razstava DSLU
- 1966 - 1. medjunarodni trijenale pozorišne scenografije i kostumografije, Sterijino pozorje, Novi Sad
- 1969 - 2. medjunarodni trijenale pozorišne scenografije i kostumografije, Sterijino pozorje, Novi Sad
- 1972 - Razstava Groharjeve kolonije, Škofja Loka
- 1973 - Razstava slikarske kolonije Izlake, Zagorje ob Savi
- 1975 - Razstava slikarskega plenerja, Sosnowiecz, Poljska
- 1985 - Pokrajina v delih slovenskih likovnih umetnikov, Medicinska fakulteta, Ljubljana
- 1988 - Razstava likovne kolonije akvarelistov, Ozalj
- 1989 - Razstava akvarelistične kolonije Sava, Slavonski Brod
- 1991 - Realisti v gradu Snežnik
- 1992 - Razstava slikarske kolonije v Svečah na Koroškem, Avstrija
- 2011 - Spominska razstava Milana Butine, Ivana Seljaka – Čopiča in Sava Sovreta v Meršolovem atriju, Zavod sv. Stanislava Lj.-Šentvid

## Scenograf in kostumograf
V MGL in v drugih slovenskih gledališčih je scenografsko opremil 91 gledaliških uprizoritev, med njimi mnoge tudi s kostumi. V svojem zapisu o predstavi Andréja Roussina Otroci prihajajo v MGL leta 1953 je gledališki kritik Vasja Predan zapisal: »Milan Butina je tokrat postavil eno svojih najboljših scen. Od Pariza v ozadju do oprave in njene razporeditve po prizorišču, vse je bilo impresivno in skladno urejeno.« 
Manj splošno znano je, da je Milan Butina kot scenograf sodeloval leta 1961 pri treh TV filmih, in sicer Baba Dijen in košček sladkorja, Na počitnice in V pričakovanju jutra.

## Likovni teoretik
Milan Butina je utemeljitelj likovne teorije kot znanstvene discipline na Slovenskem. V uvodu k učbeniku Likovna teorija je dr. Jožef Muhovič zapisal: "Likovna teorija je gramatika likovnega jezika, ki je skupen vsem področjem likovnega ustvarjanja: slikarstvu, kiparstvu, arhitekturi, oblikovanju, fotografiji itn. Ni zbirka pravil, ki bi jih bilo dovolj mehanično upoštevati, ampak vrsta pojmovnih in operativnih orodij, ki nam omogočajo, da se znajdemo v nikoli docela predvidljivih ustvarjalnih in receptivnih okoliščinah. Likovna teorija je veda, ki raziskuje likovna izrazila in zgradbo likovnih del, proučuje pa tudi zakonitosti dojemanja likovnih del s snovnega, fiziološkega, psihološkega, kognitivnega in drugih zornih kotov. Področje njenega zanimanja so predvsem likovna izrazila, ki so skupna vsem področjem likovne umetnosti: risanju, slikanju, grafiki, kiparstvu, arhitekturi. Ukvarja se z analizo likovnih elementov, likovnih spremenljivk, načel likovnega reda, s pomočjo katerih ustvarjajo svoja dela različni likovni ustvarjalci. Likovna teorija proučuje zakonitosti in medsebojne odvisnosti likovnih elementov ter njihovo vlogo v kompoziciji. Zanimajo jo različne možnosti kompozicij, analizira in razčlenjuje jih in se poglablja v njihove organizacijske principe. Njena temeljna področja so: področje fotologije (ki se ukvarja s proučevanjem logike temeljnih likovnih prvin), področje oblikoslovja ali morfologije, področje likovne sintakse ali kompozicije in področje likovne semiotike (ki obravnava likovna dela kot sisteme likovnih znakov)."

Milan Butina je avtor več obsežnih in kompleksnih likovnoteoretskih monografij in knjig: 
- Elementi likovne prakse, Mladinska knjiga, 1982
- Slikarsko mišljenje, Cankarjeva založba, 1984 (ponatis 1994)
- O slikarstvu, založba Debora, Ljubljana, 1997
- Prvine likovne prakse, založba Debora, Ljubljana, 1997
- Uvod v likovno oblikovanje, založba Debora, Ljubljana, 1997
- Mala likovna teorija, založba Debora, Ljubljana, 2000 (ponatis 2003)
- Teoria figurativa, Krea 2007 (italijanski prevod Male likovne teorije),

ter preko petdeset znanstvenih razprav in člankov s tega področja, med drugim: 
- O odnosu (likovna) umetnost - estetika, Sodobnost 12, 1988. 1190-1199.
- Likovna umetnost in teorija komunikacij, Likovne besede 14-15-16, 1990. 13-21.
- Območje in hierarhija temeljnih likovnih prvin. V: Jožef Muhovič (ur).: Realnost likovne teorije. Ljubljana: Raziskovalni inštitut ALU, 1995, str. 14-35.
- Barve, naš likovni vsakdanjik, revija Likovna vzgoja, letnik I., številka 1,2, Ljubljana, september - oktober 1997, str. 38 - 42.
- K vrednotenju otroških likovnih del, revija Likovna vzgoja, letnik I., številka 1,2, Ljubljana, september - oktober 1997, str. 43 - 45.

Za posebne dosežke na področju likovne kulture v Ljubljani, za knjigo Slikarsko mišljenje je 1985 prejel Župančičevo nagrado, posthumno pa nagrado občine Kočevje Deklica s piščalko (2019).